# Funky Monkey Babys
Funky Monkey Babys (ファンキーモンキーベイビーズ) är ett japanskt hip hop, pop och rockband som grundades 2004. Alla medlemmar i gruppen kommer från Hachioji, Tokyo. Bandet är också känt som "Fan-mon" (ファンモン). Bandet är också känt för att ha med olika kändisar i sina musikvideor.

## Medlemmar
- Funky Katō (ファンキー加藤?) – Sångare
- Mon-kichi (モン吉?) – Sångare
- DJ Chemical (DJケミカル?) – DJ

## Singlar
[förklaring behövs]
| Nummer | Släpptes         | Titel                                                                | Högsta ranking |
| ------ | ---------------- | -------------------------------------------------------------------- | -------------- |
| 1      | 25 januari 2006  | "そのまんま東へ" ("Sono Manma Higashi e")                            | 77             |
| 2      | 26 april 2006    | "恋の片道切符" ("Koi no Katamichi Kippu")                            | 31             |
| 3      | 21 juni 2006     | "Always"                                                             | 55             |
| 4      | 24 januari 2007  | "Lovin' Life"                                                        | 10             |
| 5      | 23 maj 2007      | "ちっぽけな勇気" ("Chippoke na Yūki")                                | 8              |
| 6      | 31 oktober 2007  | "もう君がいない" (Mō Kimi ga Inai)                                   | 8              |
| 7      | 26 mars 2008     | "旅立ち" ("Tabidachi")                                               | 10             |
| 8      | 23 juli 2008     | "告白" ("Kokuhaku")                                                  | 4              |
| 9      | 5 november 2008  | "希望の唄/風" ("Kibou no Uta/Kaze")                                  | 11             |
| DVD    | 28 januari 2009  | "雪が降る街" ("Yuki ga Furu Machi")                                  | 34             |
| 10     | 18 februari 2009 | "桜" ("Sakura")                                                      | 7              |
| 11     | 18 november 2009 | "ヒーロー/明日へ" ("Hero/Ashita e")                                  | 4              |
| 12     | 27 januari 2010  | "涙/夢" ("Namida/Yume")                                              | 4              |
| 13     | 12 maj 2010      | "大切" ("Taisetsu")                                                  | 6              |
| 14     | 4 augusti 2010   | "あとひとつ" ("Ato Hitotsu")                                         | 8              |
| 15     | 16 mars 2011     | "ランウェイ☆ビート" ("Runway Beat")                                  | 5              |
| 16     | 8 juni 2011      | "それでも信じてる/ラブレター" ("Soredemo Shinjiteru"; "Love Letter") | 10             |
| 17     | 16 november 2011 | "Love Song"                                                          | 10             |

### Album
| Nummer      | Släpptes         | Titel                                                       | Högsta ranking |
| ----------- | ---------------- | ----------------------------------------------------------- | -------------- |
| 1           | 19 juli 2006     | ファンキーモンキーベイビーズ (Funky Monkey Babys)           | 15             |
| 2           | 12 december 2007 | ファンキーモンキーベイビーズ 2 (Funky Monkey Babys 2)       | 5              |
| 3           | 4 mars 2009      | ファンキーモンキーベイビーズ 3 (Funky Monkey Babys 3)       | 1              |
| Compilation | 10 februari 2010 | ファンキーモンキーベイビーズ Best (Funky Monkey Babys Best) | 1              |
| 4           | 21 december 2011 | ファンキーモンキーベイビーズ 4 (Funky Monkey Babys 4)       | 1              |